# Microgestión
La microgestión es un estilo de gestión caracterizado por comportamientos como una excesiva atención a la observación y el control de los subordinados y una obsesión por los detalles.
Por lo general, la microgestión tiene una connotación negativa, ya que sugiere una falta de libertad y confianza en el lugar de trabajo, así como una excesiva atención a los detalles en detrimento de la «visión de conjunto» y de objetivos más amplios.

## Definición
El diccionario Merriam-Webster define la microgestión como «gestión especialmente con control excesivo o atención a los detalles». Dictionary.com define la microgestión como «gestión [ment] o control con atención excesiva a los detalles menores». El diccionario en línea Encarta definió la microgestión como «la atención a los pequeños detalles en la gestión: control [de] una persona o una situación prestando extrema atención a los pequeños detalles». A menudo, esta obsesión excesiva por los detalles más nimios provoca un fracaso directo de la gestión en la capacidad de centrarse en los detalles más importantes.

## Síntomas
En lugar de dar instrucciones generales sobre las tareas más pequeñas y luego dedicar tiempo a supervisar los asuntos de mayor envergadura, el "microdirectivo" controla y evalúa cada paso de un proceso empresarial y evita delegar decisiones. Los midirectivos suelen irritarse cuando un subordinado toma decisiones sin consultarle, aunque las decisiones estén dentro del nivel de autoridad del subordinado.
La microgestión también suele implicar la petición de informes innecesarios y excesivamente detallados ("reportemanía"). Un microdirectivo tiende a exigir información constante y detallada sobre su rendimiento y a centrarse excesivamente en trivialidades de procedimiento (a menudo con más detalle del que realmente puede procesar) en lugar de en el rendimiento, la calidad y los resultados generales. Esta concentración en trivialidades de "bajo nivel" suele retrasar las decisiones, enturbia las metas y objetivos generales, restringe el flujo de información entre los empleados y orienta los distintos aspectos de un proyecto en direcciones diferentes y a menudo opuestas. Muchos microdirectivos aceptan estas ineficiencias como algo menos importante que mantener el control o la apariencia de control.
Es habitual que los microdirectivos, especialmente los que muestran tendencias narcisistas y/o microdireccionan deliberadamente y por motivos estratégicos, deleguen trabajo a sus subordinados y luego microdireccionen el rendimiento de estos, lo que permite a los microdirectivos en cuestión atribuirse el mérito de los resultados positivos y culpar a sus subordinados de los resultados negativos. Estos microdirectivos delegan así la responsabilidad del fracaso, pero no la autoridad para tomar medidas alternativas que habrían conducido al éxito o, al menos, a la mitigación de ese fracaso.
Los casos más extremos de microgestión constituyen una patología de gestión estrechamente relacionada con el acoso laboral y el comportamiento narcisista. La microgestión se asemeja a la adicción en que, aunque la mayoría de los microdirectivos son conductualmente dependientes del control sobre los demás, como estilo de vida y como medio para mantener ese estilo de vida, muchos de ellos no reconocen ni admiten su dependencia incluso cuando todo el mundo a su alrededor lo observa.

## Causas
Las motivaciones más frecuentes de la microgestión son internas y están relacionadas con la personalidad del directivo. Sin embargo, también pueden influir factores externos, como una cultura de la organización. La microgestión también puede deberse a un fallo en los principios básicos de la delegación. Cuando una tarea o proyecto se delega de forma poco clara, o cuando hay una falta de confianza entre el directivo y la persona que realiza el trabajo, la microgestión surge de forma natural. Una delegación más clara, con un objetivo bien definido, una visión clara de las limitaciones y dependencias y una supervisión eficaz, puede ayudar a evitar la microgestión.

## Efectos
La microgestión sugiere a los empleados que el jefe no confía en su trabajo ni en su criterio, por lo que es un factor importante que desencadena la desmotivación de los empleados, a menudo hasta el punto de promover un entorno de trabajo disfuncional y hostil. Los empleados desmotivados invierten tiempo, pero no esfuerzo ni creatividad, en el trabajo que se les asigna. Los efectos de este fenómeno se agravan en situaciones en las que el trabajo pasa de un empleado especializado a otro. En tal situación, la apatía de los empleados ascendentes afecta no solo a su propia productividad, sino también a la de sus colegas en los puestos descendentes. 